# Rosilene Martins
Rosilene Pereira de Sousa Cruz, ou simplesmente, Rosilene Martins (Guaraí, 19 de julho de 1972) é uma cantora de música cristã contemporânea, de vertente pentecostal.

## Biografia
Casada com o Pr. Antônio Cival Cruz, tem dois filhos Karen Ellen e Alexandre Cruz, e residem em Palmas.
Nascida em Guaraí-TO é a terceira filha dentre 7 irmãos. Iniciou seu ministério muito cedo, e aos 6 anos de idade já viajava pelas cidades vizinhas cantando nos congressos. Iniciou sua vida profissional como professora e pós-graduou-se em Gestão Escolar. Com o incentivo de diversos pastores, familiares, amigos e especialmente do seu esposo, aos poucos aceitava a ideia de renunciar a vários planos pessoais e dedicar-se ao ministério.

## Carreira
No ano de 2001, a cantora Damares participou da faixa "Jesus Ressuscitou" como segunda voz no segundo álbum de estúdio, Unção de Deus. Em 2008, Rosilene lançou o álbum de estúdio Quando Deus Trabalha, sendo certificado como disco de ouro por mais de cinquenta mil cópias vendidas.
O seu sexto álbum de estúdio, O Fenômeno foi lançado em março de 2012  no Novo Templo em Guaraí. Foi produzido pelo maestro Melk Carvalhedo. e lançado pela sua nova gravadora Aleluia Music.
No dia 7 de novembro de 2013, a cantora foi homenageada na Assembleia Legislativa do Tocantins, pelo deputado Carlão da Saneatins (PSDB) junto com o presidente da Ordem dos Músicos do Tocantins (OMB - TO); Wertemberg Nunes, com o Diploma de Honra ao Mérito.
Em 2015 lança "Rosinha e os Amiguinhos de Jesus". O disco foi lançado por sua gravadora, Aleluia Music.
Em 27 de março de 2016, durante o 16º Congresso Estadual de Jovens da AD CIADSETA em Tocantins, a cantora recebeu o título de "Embaixadora do Evangelho" pelos mais dezessete anos de carreira.
Em 2017 a cantora lança mais um álbum estúdio "Eu Sou", o 8º da sua carreira. O CD foi produzido pelo maestro Melk Carvalhedo e lançado por sua gravadora, Aleluia Music. Rosilene Martins fez o Pré-lançamento do disco no Gideões Missionários da Última Hora.
Com mais de 20 anos de carreira, Rosilene tornou-se uma das artistas mais respeitadas no segmento do evangélico pentecostal nacional, principalmente do seu público tocantinense que a consagrou como a "Melhor Cantora Gospel do Estado de Tocantins".
No mês de agosto de 2020, a cantora anunciou pré-candidatura ao cargo de Deputada Estadual pelo Tocantins com o apoio da Convenção de igrejas evangélicas CIADSETA.

## Álbuns
Álbuns de Estúdio
- 1999: Deus de Vitória
- 2001: A Unção de Deus
- 2004: Na Sombra de Deus
- 2008: Quando Deus Trabalha
- 2012: O Fenômeno
- 2017: Eu Sou

Álbuns Infantil
- 2010: Rosinha e os Amiguinhos de Jesus
- 2015: Rosinha e os Amiguinhos de Vol. 02

Outros
- 2011: As Melhores (Rosilene Martins)
- 2012: Rosinha e os Amiguinhos de Jesus (DVD)
- 2016: "Deus de Vitória - RELANÇAMENTO"
- 2017: "A Unção de Deus - RELANÇAMENTO"